# Ribes komarovii
Ribes komarovii är en ripsväxtart som beskrevs av Antonina Ivanovna Pojarkova. Ribes komarovii ingår i släktet ripsar, och familjen ripsväxter. Utöver nominatformen finns också underarten R. k. cuneifolium.